# Wahlkreis Syrakus (Camera dei deputati)
Der Wahlkreis Syrakus war von 1993 bis 2005 und ist seit 2017 wieder ein Wahlkreis (italienisch collegio elettorale) für die Wahl der Abgeordnetenkammer.

## Von 1993 bis 2005

### Wahlkreisgebiet
Der Wahlkreis umfasste die Gemeinde Syracus.

### Wahlergebnisse

#### Parlamentswahl 1994

##### Direktstimmen
| Kandidaten               | Kandidaten               | Parteien                                          | Stimmen | %    |
| ------------------------ | ------------------------ | ------------------------------------------------- | ------- | ---- |
|                          | Michele Stornellogewählt | Polo del Buon Governo (FI – AN – CCD – UdC – PLD) | 28.983  | 38,5 |
|                          | Rino Piscitello          | Progressisti                                      | 22.571  | 30,0 |
|                          | Francesco Greco          | Lista Franco Greco                                | 10.630  | 14,1 |
|                          | Corrado Piccione         | Patto per l’Italia                                | 9.201   | 12,2 |
|                          | Armando Catinella        | Rinnovamento Democratico                          | 2.085   | 2,8  |
|                          | Giuseppe Bufardeci       | Liberi Forti Uniti                                | 1.793   | 2,4  |
| Gesamt                   | Gesamt                   | Gesamt                                            | 75.263  | 100  |
|                          |                          |                                                   |         |      |
| Ungültige Stimmen        | Ungültige Stimmen        | Ungültige Stimmen                                 | 5.581   | 6,9  |
| Wähler                   | Wähler                   | Wähler                                            | 80.844  | 80,9 |
| Wahlberechtigte          | Wahlberechtigte          | Wahlberechtigte                                   | 99.939  |      |
|                          |                          |                                                   |         |      |
| Quelle: Innenministerium |                          |                                                   |         |      |

##### Listenstimmen
| Parteien                           | Parteien                         | Parteien                         | Stimmen | %    |
| ---------------------------------- | -------------------------------- | -------------------------------- | ------- | ---- |
|                                    | Polo del Buon Governo            | Forza Italia                     | 21.249  | 28,6 |
| Alleanza Nazionale                 | Polo del Buon Governo            | 12.507                           | 16,8    |      |
| ↳ Gesamt                           | Polo del Buon Governo            | 33.756                           | 45,5    |      |
|                                    | Progressisti                     | La Rete                          | 11.159  | 15,0 |
| Partito Democratico della Sinistra | Progressisti                     | 8.558                            | 11,5    |      |
| Partito Socialista Italiano        | Progressisti                     | 804                              | 1,1     |      |
| ↳ Gesamt                           | Progressisti                     | 20.521                           | 27,6    |      |
|                                    | Patto per l’Italia               | Patto Segni                      | 4.642   | 6,3  |
| Partito Popolare Italiano          | Patto per l’Italia               | 2.611                            | 3,5     |      |
| ↳ Gesamt                           | Patto per l’Italia               | 7.253                            | 9,8     |      |
|                                    | Lista Franco Greco               | Lista Franco Greco               | 6.409   | 8,6  |
|                                    | Lista Marco Pannella             | Lista Marco Pannella             | 2.710   | 3,7  |
|                                    | Rinnovamento Democratico         | Rinnovamento Democratico         | 2.153   | 2,9  |
|                                    | Solidarietà Occupazione Sviluppo | Solidarietà Occupazione Sviluppo | 677     | 0,9  |
|                                    | Democrazia Siciliana             | Democrazia Siciliana             | 276     | 0,4  |
|                                    | Socialdemocrazia per le Libertà  | Socialdemocrazia per le Libertà  | 249     | 0,3  |
|                                    | Movimento Repubblicano           | Movimento Repubblicano           | 131     | 0,2  |
|                                    | Movimento Popolare Cristiano     | Movimento Popolare Cristiano     | 91      | 0,1  |
| Gesamt                             | Gesamt                           | Gesamt                           | 74.226  | 100  |
|                                    |                                  |                                  |         |      |
| Ungültige Stimmen                  | Ungültige Stimmen                | Ungültige Stimmen                | 6.618   | 8,2  |
| Wähler                             | Wähler                           | Wähler                           | 80.844  | 80,9 |
| Wahlberechtigte                    | Wahlberechtigte                  | Wahlberechtigte                  | 99.939  |      |
|                                    |                                  |                                  |         |      |
| Quelle: Innenministerium           |                                  |                                  |         |      |

#### Parlamentswahl 1996

##### Direktstimmen
| Kandidaten               | Kandidaten                    | Parteien                     | Stimmen | %    |
| ------------------------ | ----------------------------- | ---------------------------- | ------- | ---- |
|                          | Stefania Prestigiacomogewählt | Polo per le Libertà          | 36.715  | 52,6 |
|                          | Antonietta Rizza              | L’Ulivo – Lista Franco Greco | 28.932  | 41,5 |
|                          | Giuseppe Saetta               | Fiamma Tricolore             | 4.098   | 5,9  |
| Gesamt                   | Gesamt                        | Gesamt                       | 69.745  | 100  |
|                          |                               |                              |         |      |
| Ungültige Stimmen        | Ungültige Stimmen             | Ungültige Stimmen            | 7.385   | 9,6  |
| Wähler                   | Wähler                        | Wähler                       | 77.130  | 75,9 |
| Wahlberechtigte          | Wahlberechtigte               | Wahlberechtigte              | 101.560 |      |
|                          |                               |                              |         |      |
| Quelle: Innenministerium |                               |                              |         |      |

##### Listenstimmen
| Parteien                                          | Parteien                                   | Parteien                                   | Stimmen | %    |
| ------------------------------------------------- | ------------------------------------------ | ------------------------------------------ | ------- | ---- |
|                                                   | Polo per le Libertà                        | Forza Italia                               | 24.266  | 34,6 |
| Alleanza Nazionale                                | Polo per le Libertà                        | 12.749                                     | 18,2    |      |
| CCD – CDU                                         | Polo per le Libertà                        | 2.786                                      | 4,0     |      |
| ↳ Gesamt                                          | Polo per le Libertà                        | 39.801                                     | 56,8    |      |
|                                                   | L’Ulivo                                    | Partito Democratico della Sinistra         | 14.630  | 20,9 |
| Federazione dei Verdi                             | L’Ulivo                                    | 3.157                                      | 4,5     |      |
| Popolari per Prodi (PPI – SVP – PRI – UD – Prodi) | L’Ulivo                                    | 2.555                                      | 3,6     |      |
| Rinnovamento Italiano                             | L’Ulivo                                    | 2.465                                      | 3,5     |      |
| ↳ Gesamt                                          | L’Ulivo                                    | 22.807                                     | 32,5    |      |
|                                                   | Partito della Rifondazione Comunista       | Partito della Rifondazione Comunista       | 3.413   | 4,9  |
|                                                   | Lista Pannella – Sgarbi                    | Lista Pannella – Sgarbi                    | 1.911   | 2,7  |
|                                                   | Fiamma Tricolore                           | Fiamma Tricolore                           | 1.285   | 1,8  |
|                                                   | Noi Siciliani – Fronte Nazionale Siciliano | Noi Siciliani – Fronte Nazionale Siciliano | 912     | 1,3  |
| Gesamt                                            | Gesamt                                     | Gesamt                                     | 70.129  | 100  |
|                                                   |                                            |                                            |         |      |
| Ungültige Stimmen                                 | Ungültige Stimmen                          | Ungültige Stimmen                          | 7.002   | 9,1  |
| Wähler                                            | Wähler                                     | Wähler                                     | 77.131  | 75,9 |
| Wahlberechtigte                                   | Wahlberechtigte                            | Wahlberechtigte                            | 101.560 |      |
|                                                   |                                            |                                            |         |      |
| Quelle: Innenministerium                          |                                            |                                            |         |      |

#### Parlamentswahl 2001

##### Direktstimmen
| Kandidaten               | Kandidaten                    | Parteien           | Stimmen | %    |
| ------------------------ | ----------------------------- | ------------------ | ------- | ---- |
|                          | Stefania Prestigiacomogewählt | Casa delle Libertà | 34.708  | 48,8 |
|                          | Alessandro Zappulla           | L’Ulivo            | 24.244  | 34,1 |
|                          | Riccardo Lo Monaco            | Democrazia Europea | 7.739   | 10,9 |
|                          | Antonio Di Rosa               | Lista Di Pietro    | 2.781   | 3,9  |
|                          | Rosario Terranova             | Lista Emma Bonino  | 1.612   | 2,3  |
| Gesamt                   | Gesamt                        | Gesamt             | 71.084  | 100  |
|                          |                               |                    |         |      |
| Ungültige Stimmen        | Ungültige Stimmen             | Ungültige Stimmen  | 5.181   | 6,8  |
| Wähler                   | Wähler                        | Wähler             | 76.265  | 73,5 |
| Wahlberechtigte          | Wahlberechtigte               | Wahlberechtigte    | 103.776 |      |
|                          |                               |                    |         |      |
| Quelle: Innenministerium |                               |                    |         |      |

##### Listenstimmen
| Parteien                       | Parteien                             | Parteien                               | Stimmen | %    |
| ------------------------------ | ------------------------------------ | -------------------------------------- | ------- | ---- |
|                                | Casa delle Libertà                   | Forza Italia                           | 26.154  | 36,9 |
| Alleanza Nazionale             | Casa delle Libertà                   | 8.030                                  | 11,3    |      |
| CCD – CDU                      | Casa delle Libertà                   | 1.973                                  | 2,8     |      |
| Nuovo PSI                      | Casa delle Libertà                   | 369                                    | 0,5     |      |
| ↳ Gesamt                       | Casa delle Libertà                   | 36.526                                 | 51,5    |      |
|                                | L’Ulivo                              | La Margherita (Dem – PPI – RI – Udeur) | 12.366  | 17,4 |
| Democratici di Sinistra        | L’Ulivo                              | 6.333                                  | 8,9     |      |
| Il Girasole (FdV – SDI)        | L’Ulivo                              | 2.102                                  | 3,0     |      |
| Partito dei Comunisti Italiani | L’Ulivo                              | 776                                    | 1,1     |      |
| ↳ Gesamt                       | L’Ulivo                              | 21.577                                 | 30,4    |      |
|                                | Democrazia Europea                   | Democrazia Europea                     | 5.895   | 8,3  |
|                                | Lista Di Pietro                      | Lista Di Pietro                        | 3.422   | 4,8  |
|                                | Partito della Rifondazione Comunista | Partito della Rifondazione Comunista   | 1.756   | 2,5  |
|                                | Lista Emma Bonino                    | Lista Emma Bonino                      | 1.262   | 1,8  |
|                                | Noi Siciliani                        | Noi Siciliani                          | 279     | 0,4  |
|                                | Paese Nuovo                          | Paese Nuovo                            | 110     | 0,2  |
|                                | Abolizione Scorporo                  | Abolizione Scorporo                    | 43      | 0,1  |
| Gesamt                         | Gesamt                               | Gesamt                                 | 70.870  | 100  |
|                                |                                      |                                        |         |      |
| Ungültige Stimmen              | Ungültige Stimmen                    | Ungültige Stimmen                      | 5.795   | 7,6  |
| Wähler                         | Wähler                               | Wähler                                 | 76.665  | 73,9 |
| Wahlberechtigte                | Wahlberechtigte                      | Wahlberechtigte                        | 103.776 |      |
|                                |                                      |                                        |         |      |
| Quelle: Innenministerium       |                                      |                                        |         |      |

## Von 2017 bis 2020

### Wahlkreisgebiet
Der Wahlkreis umfasste Gemeinden:

### Wahlergebnisse

#### Parlamentswahl 2018
| Kandidaten               | Kandidaten              | Stimmen | %    | Listen                               | Stimmen | %    |
| ------------------------ | ----------------------- | ------- | ---- | ------------------------------------ | ------- | ---- |
|                          | Paolo Ficaragewählt     | 66.242  | 57,9 | Movimento 5 Stelle                   | 66.242  | 57,9 |
|                          | Nicoletta Piazzese      | 26.692  | 23,3 | Forza Italia                         | 17.452  | 15,3 |
| Lega                     | Nicoletta Piazzese      | 26.692  | 23,3 | 4.972                                | 4,3     |      |
| Fratelli d’Italia        | Nicoletta Piazzese      | 26.692  | 23,3 | 2.974                                | 2,6     |      |
| Noi con l’Italia – UDC   | Nicoletta Piazzese      | 26.692  | 23,3 | 1.294                                | 1,1     |      |
|                          | Sofia Amoddio           | 15.897  | 13,9 | Partito Democratico                  | 13.920  | 12,2 |
| +Europa                  | Sofia Amoddio           | 15.897  | 13,9 | 1.330                                | 1,2     |      |
| Italia Europa Insieme    | Sofia Amoddio           | 15.897  | 13,9 | 396                                  | 0,3     |      |
| Civica Popolare          | Sofia Amoddio           | 15.897  | 13,9 | 251                                  | 0,2     |      |
|                          | Cristina De Caro        | 2.780   | 2,4  | Liberi e Uguali                      | 2.780   | 2,4  |
|                          | Margherita Campisi      | 674     | 0,6  | Il Popolo della Famiglia             | 674     | 0,6  |
|                          | Francesco Napolitano    | 583     | 0,5  | CasaPound Italia                     | 583     | 0,5  |
|                          | Filippa La Villa        | 554     | 0,5  | Potere al Popolo!                    | 554     | 0,5  |
|                          | Francesco Pelligra      | 314     | 0,3  | Partito Valore Umano                 | 314     | 0,3  |
|                          | Patrizia Inserra        | 273     | 0,2  | Italia agli Italiani (FT – FN)       | 273     | 0,2  |
|                          | Immacolata Stancampiano | 250     | 0,2  | Partito Comunista                    | 250     | 0,2  |
|                          | Lorella Rossitto        | 130     | 0,1  | Lista del Popolo per la Costituzione | 130     | 0,1  |
| Gesamt                   | Gesamt                  | 114.389 | 100  |                                      | 114.389 | 100  |
|                          |                         |         |      |                                      |         |      |
| Ungültige Stimmen        | Ungültige Stimmen       | 2.469   | 2,1  |                                      |         |      |
| Wähler                   | Wähler                  | 116.858 | 63,9 |                                      |         |      |
| Wahlberechtigte          | Wahlberechtigte         | 183.006 |      |                                      |         |      |
|                          |                         |         |      |                                      |         |      |
| Quelle: Innenministerium |                         |         |      |                                      |         |      |

## Seit 2020

### Wahlkreisgebiet
| Wahlkreise – Camera dei deputati – Autonome Region Sizilien | Wahlkreise – Camera dei deputati – Autonome Region Sizilien | Wahlkreise – Camera dei deputati – Autonome Region Sizilien                                                                                   |
| Provinz                                                     | Provinz                                                     | Gemeinden nach Provinzen ⮞ Wahlkreis |
| ----------------------------------------------------------- | ----------------------------------------------------------- | --- |
|                                                             | Metropolitanstadt Catania (58 Gemeinden)                    | 9 ⮞ Wahlkreis Catania 34 ⮞ Wahlkreis Acireale 15 ⮞ Wahlkreis Ragusa                                                                           |
|                                                             | Metropolitanstadt Messina (108 Gemeinden)                   | 48 ⮞ Wahlkreis Messina 60 ⮞ Wahlkreis Barcellona Pozzo di Gotto                                                                               |
|                                                             | Metropolitanstadt Palermo (82 Gemeinden)                    | 1 + Teil Palermos ⮞ Wahlkreis Palermo – Settecannoli 21 + Teil Palermos ⮞ Wahlkreis Palermo – Resuttana – San Lorenzo 59 ⮞ Wahlkreis Bagheria |
|                                                             | Provinz Agrigent (43 Gemeinden)                             | 36 ⮞ Wahlkreis Agrigent 7 ⮞ Wahlkreis Gela |
|                                                             | Provinz Caltanissetta (22 Gemeinden)                        | 21 ⮞ Wahlkreis Gela 1 ⮞ Wahlkreis Ragusa |
|                                                             | Provinz Enna (20 Gemeinden)                                 | alle ⮞ Wahlkreis Barcellona Pozzo di Gotto |
|                                                             | Provinz Ragusa (12 Gemeinden)                               | alle ⮞ Wahlkreis Ragusa |
|                                                             | Provinz Syrakus (21 Gemeinden)                              | alle ⮞ Wahlkreis Syrakus |
|                                                             | Provinz Trapani (24 Gemeinden)                              | alle ⮞ Wahlkreis Marsala |

Der Wahlkreis umfasst alle 21 Gemeinden der Provinz Syrakus.

### Wahlergebnisse

#### Parlamentswahl 2022
| Kandidaten                          | Kandidaten                   | Stimmen | %    | Listen                                                  | Stimmen | %    |
| ----------------------------------- | ---------------------------- | ------- | ---- | ------------------------------------------------------- | ------- | ---- |
|                                     | Giovanni Luca Cannatagewählt | 62.168  | 39,4 | Fratelli d’Italia                                       | 35.228  | 22,3 |
| Forza Italia                        | Giovanni Luca Cannatagewählt | 62.168  | 39,4 | 16.491                                                  | 10,4    |      |
| Lega per Salvini Premier            | Giovanni Luca Cannatagewählt | 62.168  | 39,4 | 7.751                                                   | 4,9     |      |
| Noi Moderati                        | Giovanni Luca Cannatagewählt | 62.168  | 39,4 | 2.698                                                   | 1,7     |      |
|                                     | Maria Concetta Di Pietro     | 52.767  | 33,4 | Movimento 5 Stelle                                      | 52.767  | 33,4 |
|                                     | Lucia Azzolina               | 27.952  | 17,7 | Partito Democratico – Italia Democratica e Progressista | 20.734  | 13,1 |
| Alleanza Verdi e Sinistra           | Lucia Azzolina               | 27.952  | 17,7 | 2.895                                                   | 1,8     |      |
| +Europa                             | Lucia Azzolina               | 27.952  | 17,7 | 2.407                                                   | 1,5     |      |
| Impegno Civico – Centro Democratico | Lucia Azzolina               | 27.952  | 17,7 | 1.916                                                   | 1,2     |      |
|                                     | Concetta Carbone             | 8.479   | 5,4  | Azione – Italia Viva                                    | 8.479   | 5,4  |
|                                     | Giovanni Calleri             | 3.133   | 2,0  | Italexit per l’Italia                                   | 3.133   | 2,0  |
|                                     | Lucia Armenia                | 1.875   | 1,2  | Italia Sovrana e Popolare                               | 1.875   | 1,2  |
|                                     | Nicola Candido               | 1.467   | 0,9  | Unione Popolare                                         | 1.467   | 0,9  |
| Gesamt                              | Gesamt                       | 157.841 | 100  |                                                         | 157.841 | 100  |
|                                     |                              |         |      |                                                         |         |      |
| Ungültige Stimmen                   | Ungültige Stimmen            | 14.007  | 8,2  |                                                         |         |      |
| Wähler                              | Wähler                       | 171.848 | 54,4 |                                                         |         |      |
| Wahlberechtigte                     | Wahlberechtigte              | 316.165 |      |                                                         |         |      |
|                                     |                              |         |      |                                                         |         |      |
| Quelle: Innenministerium            |                              |         |      |                                                         |         |      |